# Катализатор Уилкинсона
Катализатор Уилкинсона — тривиальное название химического соединения, координационного комплекса родия с формулой [RhCl(PPh3)3] (Ph = фенил). Полное название трис-(трифенилфосфин)родийхлорид.  Гомогенный катализатор гидрирования. Назван в честь лауреата Нобелевской премии в области химии 1973 года Джефри Уилкинсона, который ввёл его в широкую практику.

## Структура и основные свойства
Молекула вещества представляет собой плоский квадратный 16-электронный комплекс. Обычно вещество выделяют в виде красно-коричневого порошка после реакции хлорида родия (III) с избытком трифенилфосфина в кипящем этаноле. Часть трифенилфосфина выступает в качестве восстановителя, превращаясь в оксид трифенилфосфина.
{\displaystyle {\mathsf {RhCl_{3}+3H_{2}O+4PPh_{3}\rightarrow RhCl(PPh_{3})_{3}+OPPh_{3}+2HCl+2H_{2}O}}}
Катализатор Уилкинсона является гомогенным катализатором гидрирования. Такие катализаторы обеспечивают более высокую селективность по сравнению с гетерогенными. Это позволяет, например, проводить селективное гидрирование моно- и дизамещенных двойных связей в присутствии двойных связей с тремя и четырьмя заместителями. Это происходит за счет большой разницы в скоростях гидрирования.
Катализатор Уилкинсона также позволяет осуществить селективное гидрирование двойной связи в присутствии карбонильных групп и нитрогрупп, за счет того, что они не восстанавливаются в условиях проведения реакции гидрирования на гомогенных катализаторах.